# Almasna
Almasna (ukrainisch Алмазна; russisch Алмазная/Almasnaja) ist eine Stadt im Osten der Ukraine in der Oblast Luhansk mit 4200 Einwohnern (2015) und gehört administrativ zur Stadtgemeinde Kadijiwka.

## Geographie
Die Stadt liegt im östlichen Donezbecken 6 km nordwestlich von Brjanka, 7 km südwestlich von Stachanow sowie 65 km westlich der Oblasthauptstadt Luhansk. Almasna ist Teil der Agglomeration Altschewsk-Stachanow.

## Geschichte
Almasna wurde 1870 unter dem Namen Isjum (Ізюм, übersetzt „Rosinen“) gegründet und im Jahr 1878 in Almasna (übersetzt „Diamant“) umbenannt.
Die Anerkennung als Stadt erhielt Almasna im Jahr 1977.

## Verwaltungsgliederung
Am 12. Juni 2020 wurde die Stadt ein Teil der neugegründeten Stadtgemeinde Kadijiwka, bis dahin bildete die Stadt die gleichnamige Stadtratsgemeinde Almasna (Алмазнянська міська рада/Almasnjanska miska rada) direkt unter Oblastverwaltung stehend.
Am 17. Juli 2020 wurde der Ort ein Teil des Rajons Altschewsk.

## Bevölkerungsentwicklung
| 1923  | 1926  | 1939  | 1959   | 1979  | 1989  | 2001  | 2005  | 2015  |
| ----- | ----- | ----- | ------ | ----- | ----- | ----- | ----- | ----- |
| 1.766 | 2.977 | 8.899 | 10.685 | 9.747 | 7.487 | 5.061 | 4.696 | 4.276 |

Quelle: 

## Wirtschaft
- OAO Stachanower Eisenlegierungsbetrieb.
- Stachanower Ziegelsteinfabrik (renoviert im Jahr 2008).
- Shlakoblochny-Anlage.
- Eisenerzfabrik von Almasna (1898–2001)
- Bahnhöfe: Stachanow, Maximowka, Wladimirowka, Stahl, Donezker Eisenbahn und darüber hinaus das Eisenbahndepot PTO Bahnhof Stachanow.
- Fabrik zur Herstellung von Gehwegplatten.
- Stadion „Atlant“

## Söhne und Töchter der Stadt
Folgende berühmte Persönlichkeiten wurden in Almasna geboren:
- Iwan Charlampijowytsch Mychajlytschenko (russ. Iwan Charlampowitsch Michailitschenko) – Held der Sowjetunion
- Nikolai Anissimowitsch Schtscholokow (1910–1984) – Minister für Innere Angelegenheiten der UdSSR

## Schulen
In Almasna gibt es folgende Schulen:
- Schule № 1
- NSSH № 25
- № (17) 3 – Musikschule.

## Verkehr
In Almasna gibt es einen Bahnhof namens Stachanow, von dem aus man mit dem Zug bis nach Moskau und Sankt Petersburg reisen kann. Außerdem halten dort einige „Elektritschkas“, also Regionalzüge.
Von 1939 bis 1993 gab es auch eine Linie der Straßenbahn Stachanow in Almasna. Nach der Stilllegung wurden die Oberleitungen für eine Oberleitungsbusstrecke verwendet, die jedoch im Jahr 2008 ebenfalls stillgelegt wurde. Die Oberleitungen gibt es jedoch heute noch.
Momentan verkehren einige Buslinien durch Almasna und verbinden es mit der nahe gelegenen Stadt Stachanow. Ansonsten gibt es noch Taxis.